# Karl Key-Åberg
Karl Wilhelm Viktor Key-Åberg, född 2 januari 1861 på Åbonäs i Säby socken, Jönköpings län, död 1 april 1927 i Stockholm, var en svensk historiker och statistiker.
Key-Åberg blev 1879 student, 1886 filosofie licentiat och 1888 filosofie doktor i Uppsala, vid vars universitet han 1890 utnämndes till docent i historia. År 1892 blev han extra ordinarie och 1897 ordinarie aktuarie vid Kommersekollegii avdelning för näringsstatistik samt 1904 förste aktuarie och föreståndare vid Kungliga järnvägsstyrelsens statistiska kontor. År 1908 förordnades Key-Åberg därjämte till ledamot av statistiska kommittén och blev 1909 ordförande i Statistiska föreningen. Han var 1912–1915 byråchef och chef för näringsstatistiska avdelningen i Kommerskollegium och blev 1915 chef för Svenska arbetsgivareföreningens centrala statistiska byrå. År 1912 blev Key-Åberg ledamot av den av nykterhetskommittén begärda utredningen angående alkoholhaltiga dryckers tillverkning inom Sverige, 1913 ledamot av undervisningsstatistiska kommittén, 1915 ledamot av kommittén angående vissa järnvägsfrågor i Stockholms och Uppsala län, och 1913 var han officiellt ombud vid nykterhetskongressen i Paris. Han tilldelades kommerseråds namn, heder och värdighet 1915.
På särskilt uppdrag ledde Key-Åberg undersökningar angående textilarbetarnas i Norrköping levnads- och lönevillkor (1892), angående arbetarnas bostadsförhållanden i Stockholm (1895), angående de svenska glasbruksarbetarnas levnads- och lönevillkor (1898) och angående Inlandsbanans ekonomiska förutsättningar (1905-09) och avlämnade över dessa undersökningar tryckta berättelser (respektive 1896, 1897, 1898, 1909), varjämte han från 1909 biträdde Ålderdomsförsörjningskommittén med statistisk utredning av svenska befolkningens inkomst- och yrkesförhållanden. 
Förutom ovannämnda redogörelser utgav han Om konunga- och tronföljareval ur svensk historisk och statsrättslig synpunkt (gradualavhandling, 1888), De diplomatiska förbindelserna mellan Sverige och Storbritannien under Gustaf IV Adolfs krig emot Napoleon intill konventionen i Stralsund den 7 september 1807 (docentspecimen, 1890), De diplomatiska förbindelserna mellan Sverige och Storbritannien under Gustaf IV Adolfs senaste regeringsår (1891) samt de stora handböckerna Sveriges industrikalender (första upplagan med titeln Sveriges industri, 1898; tredje upplagan 1901) och Svenska aktiebolag och enskilda banker (1900; sjunde upplagan 1908) samt avhandlingar och uppsatser i samlingsverk och tidskrifter, till exempel i "Ekonomisk tidskrift" 1899 och 1904 och artikeln Inlandsbanan i "Det nya Sverige" (1909). Han utgav även "Svenska arbetsgivareföreningens lönestatistiska årsbok" (årligen från 1914). 
Karl Key-Åberg var bror till Algot Key-Åberg. Han är begraven på Säby kyrkogård i Tranås.